# Niedervogelgesang
Niedervogelgesang ist ein Stadtteil von Pirna, der Kreisstadt des Landkreises Sächsische Schweiz-Osterzgebirge.
Der Stadtteil liegt im Osten der Stadt am orografisch linken Ufer der Elbe. Benachbarte Stadtteile sind Obervogelgesang im Osten, Posta im Norden und Cunnersdorf im Westen. Südlich grenzt der Struppener Ortsteil Ebenheit an. Niedervogelgesang entstand als Häuslerreihe und war von einer 32 Hektar großen Parzellenflur umgeben. Erstmals erwähnt wurde es 1551. Die Grundherrschaft übte der Rat zu Pirna aus. Die Verwaltung des Ortes oblag dem Amt Pirna, 1856 war dann das Gerichtsamt Pirna zuständig. Auf Grundlage der Landgemeindeordnung von 1838 erlangte Niedervogelgesang Selbstständigkeit als Landgemeinde. Diese war 1875 Teil der Amtshauptmannschaft Pirna. Im Jahr 1923 wurde sie nach Pirna eingemeindet.